# Gary Hinman
Gary Allen Hinman (Colorado, 24 de diciembre de 1934 - Los Ángeles, 27 de julio de 1969) fue un profesor y músico estadounidense y una de las víctimas de la Familia Manson, asesinado diez días antes de la masacre cometida por Charles Manson y sus seguidores contra la actriz Sharon Tate y seis personas más en Los Ángeles, en agosto de 1969.

## Biografía
Químico formado por la UCLA, estudiaba en la universidad para obtener su doctorado en Sociología, cuando conoció e hizo amistad con algunos miembros de la Familia Manson, a los que a veces acogía en su casa en Topanga Canyon por no tener donde dormir. A pesar de la formación catedrática, trabajaba como músico tocando y enseñando piano, trombón, batería y gaita. En 1968, pasó a interesarse por el budismo nichiren y al momento de su muerte en 1969 planeaba una visita a Japón.
El 25 de julio de 1969, Bobby Beausoleil, Susan Atkins y Mary Brunner, tres jóvenes seguidores de Manson, esta última madre de un hijo del líder, hicieron una visita a Hinman. El líder de la secta había oído que el músico habría heredado $20.000 dólares y envió al trío para convencer al músico de unirse a la Familia y por tanto darles el dinero y dos furgonetas de su propiedad. En una entrevista de 1981 Beausoleil, contradiciendo lo que él mismo confesó en su juicio de 1969 y lo afirmado por los otros miembros del grupo, dijo que la visita había sido hecha porque Hinman le había vendido mescalina de baja calidad y él quería su dinero de vuelta. 
El asunto se alargó dos días en que Hinman luchó y fue golpeado por Beausoleil hasta que Charles Manson apareció por la casa con otro seguidor, Bruce Davis, y empuñando una espada, le dio un profundo tajo en la mejilla y oreja izquierda mientras estaba sentado y maniatado, pidiendo que pararan porque no tenía ese dinero. Tras eso, Manson y Davis partieron en una de las furgonetas de Hinman dejando a los otros en la casa, mientras Atkins y Brunner cosían unos puntos en la oreja del músico con hilo dental.
El suplicio de Hinman terminó el 27 de julio, cuando, siguiendo la orden de Manson, Beausoleil lo mató con dos puñaladas en el pecho mientras Atkins y Brunner cubrían su rostro con cojines. Tras eso, escribieron "Political Piggy " (cerdito político) en la pared del salón con la sangre de la víctima y dejaron la impresión de una pata de pantera también en la pared para hacer creer que el crimen había sido cometido por los Panteras Negras, de quienes Manson temía represalias.: 33, 91–96, 99–113  Hinman agonizó hasta morir con su rosario de cuentas budista en la mano, entonando "Nam Myo Ho Renge Kyo Nam Myo Ho Renge Kyo", el cántico de su recién adquirida fe.

## Los asesinos
Beausoleil fue detenido el 6 de agosto durmiendo dentro del otro vehículo robado a Hinman y condenado a muerte por asesinato en primer grado, el 18 de abril de 1970, a los 22 años. La sentencia, sin embargo, fue conmutada a cadena perpetua a principios de 1972, mientras él aguardaba la ejecución, cuando la Corte Suprema de California declaró la pena de muerte inconstitucional en el estado. Cumple la pena hasta hoy en la Penitenciaría Estatal de Oregon.
Charles Manson y Susan Atkins serían detenidos en octubre de aquel año por los asesinatos del caso Tate-LaBianca, también condenados a muerte y también después con la pena conmutada a cadena perpetua. Manson cumplió la pena en la Prisión Estatal de Corcoran hasta su muerte el día 19 de noviembre de 2017 y Atkins murió en la prisión en 2009. Mary Brunner, que fue absuelta en el caso, fue detenida en agosto de 1971 al intentar asaltar una tienda de armas con otros integrantes de la Familia para secuestrar un Boeing 747 con pasajeros y obligar al gobierno a liberar a Manson y sus cómplices; cumplió cinco años de prisión y, liberada, tras recibir la custodia del hijo que tuvo con Manson, desapareció en el anonimato, viviendo hoy bajo otro nombre en el medio Oeste de Estados Unidos. Bruce Davis, detenido en 1970 por complicidad en este caso y por el asesinato de un capataz del rancho donde la Familia vivía, fue condenado a cadena perpetua y cumple su pena en San Luis Obispo, California.